# گردا ویزن‌اشتاینر
گردا ویزن‌اشتاینر (ایتالیایی: Gerda Weissensteiner؛ زادهٔ ۳ ژانویهٔ ۱۹۶۹) لژسوار و ورزشکار بابسلد اهل ایتالیا بود.
وی در مسابقات کشوری و بین‌المللی در مجموع برندهٔ ۷ مدال طلا، ۱۰ مدال نقره، ۱۲ مدال برنز شده‌است.